# Зевксина
Зевксина (лат. Zeuxine) — род многолетних травянистых растений, включённый в трибу Cranichideae семейства Орхидные (Orchidaceae).

## Название
Научное название рода происходит от др.-греч. ζεύξης — «сращение», что относится к приросшей к колонке губе и сросшимся поллиниям.

## Ботаническое описание
Растения, включённые в род, произрастают на земле. Корни мясистые. Стебли присутствуют, прямостоячие или приподнимающиеся, суккулентные, с очерёдно расположенными плёнчатыми тёмно-зелёными, иногда почти чёрными, линейными или эллиптическими листьями на черешках.
Цветки собраны на концах цветоносов в короткие или довольно длинные кистевидные соцветия, небольшие или довольно крупные. Окраска венчика обычно белая или светло-зелёная, губа иногда красноватая или желтоватая. Центральный чашелистик вместе с лепестками образует «покрывало» над короткой и широкой колонкой. Боковые чашелистики изогнутые или оттопыренные. Губа цельная или 2—3-дольчатая, мешковидная или башмачковидная, приросшая к основанию короткой колонки. Поллинии парные, сросшиеся, грушевидной формы, с каудикулой или без неё. Рыльца в количестве двух, изолированы друг от друга, завязь изогнутая.
Некоторые представители рода (Zeuxine formosana, Zeuxine goodyeroides, Zeuxine nervosa) являются «драгоценными орхидеями» — термин, используемый для описания орхидей, чья декоративная ценность сконцентрирована преимущественно в листьях, а не в цветах.

## Ареал
Представители рода Зевксина произрастают в тропических районах Старого Света. Восточная граница ареала рода — острова Микронезии и Тонга, западная — Африка.

## Таксономия
|  |                                      |  |                                                         |                                                         |                    |  | ещё 13 семейств (согласно Системе APG III) |                     |                     |                |
|  |                                      |  |                                                         |                                                         |                    |  |                                            |                     |                     | около 80 видов |
|  |                                      |  |                                                         | порядок Спаржецветные                                   |                    |  |                                            |                     | род Зевксина        |                |
|  |                                      |  |                                                         | порядок Спаржецветные                                   |                    |  |                                            |                     | род Зевксина        |                |
|  | отдел Цветковые, или Покрытосеменные |  |                                                         |                                                         | семейство Орхидные |  |                                            |                     |                     |                |
|  | отдел Цветковые, или Покрытосеменные |  |                                                         |                                                         |                    |  |                                            |                     |                     |                |
|  |                                      |  | ещё 58 порядков цветковых растений (по Системе APG III) | ещё 58 порядков цветковых растений (по Системе APG III) |                    |  |                                            | ещё около 880 родов | ещё около 880 родов |                |
|  |                                      |  |                                                         | ещё 58 порядков цветковых растений (по Системе APG III) |                    |  |                                            |                     | ещё около 880 родов |                |

### Синонимы
- Adenostylis Blume, 1825, nom. illeg.
- Haplochilus Endl., 1841, nom. nov.
- Heterozeuxine T.Hashim., 1986
- Monochilus Wall. ex Lindl., 1840, nom. illeg.
- Psychechilos Breda, 1829
- Strateuma Raf., 1837
- Tripleura Lindl., 1833

### Виды
- Zeuxine affinis (Lindl.) Benth. ex Hook.f., 1890
- Zeuxine africana Rchb.f., 1867
- Zeuxine agyokuana Fukuy., 1934
- Zeuxine amboinensis (J.J.Sm.) J.J.Sm., 1904
- Zeuxine andamanica King & Pantl., 1897
- Zeuxine assamica I.Barua & K.Barua, 1997
- Zeuxine ballii P.J.Cribb, 1977
- Zeuxine bidupensis Aver., 2006
- Zeuxine bifalcifera J.J.Sm., 1928
- Zeuxine blatteri C.E.C.Fisch., 1928
- Zeuxine bougainvilleana Ormerod, 2008
- Zeuxine clandestina Blume, 1858
- Zeuxine cordata (Lindl.) Ormerod, 2002
- Zeuxine curvata Schltr., 1922
- Zeuxine dhanikariana Maina, Lalitha & Sreek., 2001
- Zeuxine diversifolia Ormerod, 2002
- Zeuxine elatior Schltr., 1911
- Zeuxine elmeri (Ames) Ames, 1938
- Zeuxine elongata Rolfe, 1891
- Zeuxine erimae Schltr., 1905
- Zeuxine exilis Ridl., 1906
- Zeuxine flava (Wall. ex Lindl.) Trimen, 1885
- Zeuxine fritzii Schltr., 1915
- Zeuxine gengmanensis (K.Y.Lang) Ormerod, 2002
- Zeuxine gilgiana Kraenzl. & Schltr., 1906
- Zeuxine glandulosa King & Pantl., 1898
- Zeuxine goodyeroides Lindl., 1840
- Zeuxine gracilis (Breda) Blume, 1858
- Zeuxine grandis Seidenf., 1978
- Zeuxine hahensis J.J.Sm., 1927
- Zeuxine integrilabella C.S.Leou, 1994
- Zeuxine kantokeiensis Tatew. & Masam., 1932
- Zeuxine kutaiensis J.J.Sm., 1931
- Zeuxine lancifolia (Ames) Ormerod, 1998
- Zeuxine leucoptera Schltr., 1911
- Zeuxine leytensis (Ames) Ames, 1938
- Zeuxine lindleyana T.Cooke, 1988
- Zeuxine longilabris (Lindl.) Trimen, 1885
- Zeuxine lunulata P.J.Cribb & J.Bowden, 1979
- Zeuxine macrorhyncha Schltr., 1921
- Zeuxine madagascariensis Schltr., 1913
- Zeuxine marivelensis (Ames) Ames, 1938
- Zeuxine membranacea Lindl., 1840
- Zeuxine mindanaensis (Ames) Ormerod, 2004
- Zeuxine montana Schltr., 1905
- Zeuxine nervosa (Wall. ex Lindl.) Benth. ex Trimen, 1885
- Zeuxine niijimae Tatew. & Masam., 1932
- Zeuxine oblonga R.S.Rogers & C.T.White, 1920
- Zeuxine odorata Fukuy., 1936
- Zeuxine ovata (Gaudich.) Garay & W.Kittr., 1986
- Zeuxine palawensis Tuyama, 1939
- Zeuxine palustris Ridl., 1910
- Zeuxine pantlingii Av.Bhattacharjee & H.J.Chowdhery, 2006
- Zeuxine papillosa Carr, 1935
- Zeuxine parvifolia (Ridl.) Seidenf., 1978
- Zeuxine petakensis J.J.Sm., 1931
- Zeuxine philippinensis (Ames) Ames, 1938
- Zeuxine plantaginea (Rchb.f.) Benth. & Hook.f. ex Drake, 1892
- Zeuxine pulchra King & Pantl., 1896
- Zeuxine purpurascens Blume, 1858
- Zeuxine reflexa King & Pantl., 1898
- Zeuxine regia (Lindl.) Trimen, 1885
- Zeuxine reginasilvae Ormerod, 2005
- Zeuxine rolfiana King & Pantl., 1897
- Zeuxine rupestris Ridl., 1870
- Zeuxine samoensis Schltr., 1906
- Zeuxine seidenfadenii Deva & H.B.Naithani, 1986
- Zeuxine stammleri Schltr., 1906
- Zeuxine stenophylla (Rchb.f.) Benth. & Hook.f. ex Drake, 1892
- Zeuxine strateumatica (L.) Schltr., 1911 — Зевксина шлемовидная
- Zeuxine tjiampeana J.J.Sm., 1910
- Zeuxine triangula J.J.Sm., 1928
- Zeuxine violascens Ridl., 1907
- Zeuxine viridiflora (J.J.Sm.) Schltr., 1906
- Zeuxine weberi (Ames) Ames, 1938
- Zeuxine wenzelii (Ames) Ormerod, 2004